# Al-Shirqat District
Al-Shirqat District (arabiska: قضاء الشرقاط) är ett distrikt i Irak.   Det ligger i provinsen Saladin, i den norra delen av landet, 270 km norr om huvudstaden Bagdad.